# Ромбро, Анна Марковна
Анна Марковна Ромбро, также Анна Мартыновна Ромбро, в замужестве Ася Спиро (нем. Assia Rombro Spiro; 15 (27) февраля 1873, Кагальник, Ростовский округ Области Войска Донского, ныне Азовский район Ростовской области — 3 июля 1956, Базель) — немецко-итальянская скрипачка и музыкальный педагог российского происхождения. Сестра пианистки Елены Ромбро (1871—1952).

## Биография
Родилась в семье таганрогского врача Маркуса (Мордуха, Мартына) Ноаховича (Нухимовича, Иоахимовича) Ромбро (1844—1908), уроженца Вильны, и его жены Лины Эмильевны (Емельяновны), урождённой Мандельштам (1838—1931), родом из Ново-Жагоры, сестры Иосифа и Макса Мандельштамов. В 1881 году вместе с матерью и сестрой отправилась в Одессу, где обе сестры брали уроки у Игнаца Амадеуса Тедеско. 
После смерти Тедеско в 1882 году сёстры Ромбро перебрались в Вену, где Анна стала учиться игре на скрипке у Якоба Донта и впервые выступила публично 11 февраля 1885 года. 
Затем в 1885—1888 годах училась в Парижской консерватории у Ламбера Массара.
Начиная с 1889 года концертировала в разных странах в дуэте с сестрой, дебютировав 9 февраля в Кёльне. Выступала также как солистка с оркестрами — в частности, в том же году в Дрездене, вместе с певицей Этелькой Герстер и арфистом Вильгельмом Поссе.
В 1892 году в Риме вышла замуж за работавшего там немецкого филолога-классика, музыковеда, пианиста и органиста Фридриха Спиро, в силу чего приостановила свою концертную карьеру. 
В 1893 и 1895 годах родила двух дочерей, каждая из которых не прожила и месяца. До конца века выступала спорадически в концертах, организованных немецкими культурными обществами в Риме, причём не только как скрипачка, но и как вокалистка. 
В ноябре 1900 года выступила вместе с сестрой в Санкт-Петербурге. В 1908 году Анна приняла участие в концерте органиста Бернхарда Генриха Иррганга в Берлине, в 1910 году выступила в Страсбурге в концерте, организованном Хансом Пфицнером. 
Одновременно выступала спорадически со статьями и заметками из опыта скрипичного педагога. В 1905—1911 гг. постоянный корреспондент «Новой музыкальной газеты» (с репортажами о музыкальной жизни Рима). В 1911 году приняла участие в 4-м съезде Международного музыкального общества в Лондоне, выступив с докладом о преподавании скрипки (англ. Proposals for Improving Elementary “Violin Methods,” and Hints for Teaching the Violin to Children).
С началом Первой мировой войны супруги Спиро вынуждены были покинуть Италию и обосновались в Берлине. Анна Спиро продолжала изредка выступать до 1928 года, после чего полностью посвятила себя педагогической работе. 
В 1917 году открыла школу камерной музыки в Фюрстенвальде. В 1933 году ученики школы отметили праздничным концертом юбилей своей руководительницы, однако вскоре после этого, в связи с приходом нацистов к власти в Германии, супругам Спиро пришлось бежать в Швейцарию, где они и провели остаток жизни. Здесь Анна Спиро продолжала давать уроки скрипки и вокала (среди её учеников, в частности, Йорг Брена).